# Elektrownia wiatrowa Zawoja

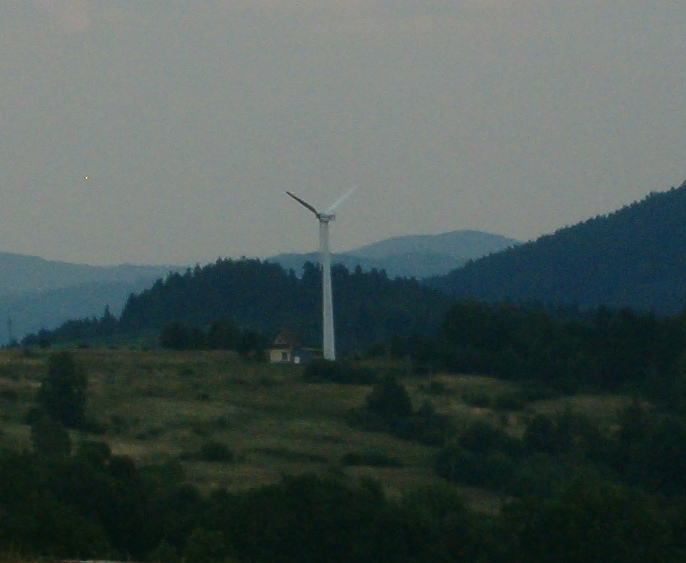
Elektrownia wiatrowa w Zawoi

Elektrownia wiatrowa Zawoja – elektrownia wiatrowa w północnej części miejscowości Zawoja (województwo małopolskie, powiat suski), położona na terenie osiedla Przysłop, usytuowana na wysokości około 700 m n.p.m., zbudowana z inicjatywy zakonników pobliskiego Klasztoru Karmelitów Bosych, oddana do użytku w czerwcu 1996 r. 
Elektrownia wyposażona jest w turbinę wiatrową trzyskrzydłową typu EW 160 o średnicy wirnika 22 m umieszczoną na 30-metrowej stalowej wieży wsporczej. Może pracować przy prędkości wiatru od 4 do 25 m/s. Moc znamionowa (uzyskiwana przy prędkości wiatru 14 m/s) to 160 kW. 
Elektrownia, oprócz zaopatrywania w energię elektryczną Klasztoru Karmelitów Bosych, stanowi interesującą lokalną atrakcję turystyczną. Obecnie nieczynny z powodu uszkodzenia układu hamującego.